# Lövdalen, Bergs kommun
Lövdalen är en liten, nu obebodd by i Bergs kommun som ligger utefter ån Lövan precis på gränsen mellan Jämtland och Härjedalen där landskapsgränsen skär rakt igenom de ursprungliga gårdarna. Enligt kartor från 1800- och 1900-talet låg alla gårdarna i Jämtland.

## Historia
Byn grundades av nybyggaren Staffan Persson (född 1787) och hans fru Anna Larsdotter (1793–1880) från Storsjö, samt nybyggaren Lars Pålsson (1792–1878) och hans fru Anna Haraldsdotter (1793–1845) från Hede.
Lövdalen nr. 1 på ¼ mantal ingick till år 1895 i Storsjö socken i Härjedalen. Den 1 januari 1895 överfördes dock Lövdalen till Ovikens socken i Jämtland och från 1950 i Övre Ljungadalens landskommun. Det fanns två gårdar i byn: Aust-i-gaorla (Öst på gården) och Vest-i-gaorla (Väst på gården). År 1847 uppgick antalet bofasta individer i byn till 13 personer enligt en sammanställning av kronohemman.
Ingrid i Lövdalen (f.1914) levde stora delar av sitt liv i Lövdalen och blev på många sätt en legend. Hon var den siste ut av den ursprungliga befolkningen som tillsammans med sina getter bodde i Lövdalen. År 2023 fanns ingen fast befolkning.